# Аврасоглу, Иоаннис
Иоаннис Аврасоглу (греч.  Ιωάννης Γ. Αβράσογλου; 1875—1967 — греческий Генерал-лейтенант , участник Греко-турецкой войны 1897 года, Борьбы за Македонию, Балканских войн и Первой мировой войны.

## Молодость
Иоаннис Аврасоглу родился в 1875 году в османском городе Стенимахос. Согласно другим источникам он родился в 1869 году.
Учился в греческой школе Стенимахоса и греческом училище Зарифиса в Филиппуполе. Окончил гимназию в Афинах.
Поступил в Военное училище эвэлпидов, которое окончил в звании младшего лейтенанта артиллерии.
Принял участие в кратковременной, сколь и странной, Греко-турецкой войне 1897 года, в качестве командира артиллерийской батареи. Был представлен к награде своим командиром, Константином Дамианосом.

## Борьба за Македонию

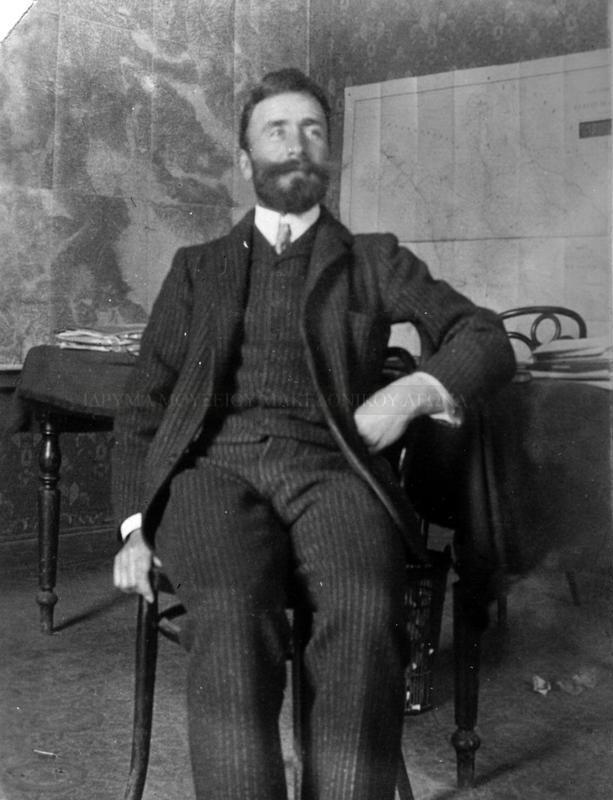
Иоаннис Аврасоглу в годы Борьбы за Македонию.

В начале XX века, на ещё оккупированной турками территории Македонии, греческое население столкнулось ещё с одной угрозой. Болгарские претензии на Македонию и насильственные действия сторонников болгарского экзархата, при потворстве турецких властей, против сторонников Константинопольского патриархата, вынудили греков-македонян создать отряды самообороны и вести военные действия как против турок, так и против болгар. Несколько десятков младших офицеров оставили греческую армию и отправились добровольцами в Македонию. Среди них и лейтенант И. Аврасоглу. При этом, учитывая тот факт что официально Греция не принимала участие в событиях, они действовали под псевдонимами.
Аврасоглу был направлен в греческое консульство в Салониках. С июня 1904 года, по приказу консульства, младшие офицеры Г.Какулидис, Эксадактилос, К. Мазаракис, Мораитис, Каккавос, Аврасоглу и С. Спиромилиос приступили к систематическому сбору информации на месте, для организации греческой самообороны в Македонии.
В дальнейшем Иоанн Аврасоглу получил приказ сформировать отряд в районе города Стромница. Аврасоглу организовал маленький отряд в 15 человек и возглавил его под псевдонимом Амвракиотис (Αμβρακιώτης).
В одном из эпизодов военно-пропагандистской деятельности, в августе 1906 года, его отряд был замечен кочующими цыганами в местечке Сари-кёй у города Килкис. Помощник Аврасоглу предложил ему ликвидировать цыган, опасаясь что они выдадут отряд туркам. Аврасоглу отказался убивать цыган, но те затем действительно выдали расположение лагеря его отряда туркам.
Отряд был окружён турецкой воинской частью в 300 солдат. В последовавшем бою погиб помощник командира Триандафиллу, и двое других партизан. Все остальные получили ранения и исчерпав боеприпасы были взяты в плен. Все выжившие из этого боя были привезены в Салоники, где были осуждены к тюремному заключению сроком на 5 лет.
Но Аврасоглу оставался в тюрьме салоникской крепости Эптапиргио недолго. Врач Д. Заннас, активный участник Борьбы за Македонию, подкупил турецкого охранника, который оказал содействие к побегу Аврасоглу и ещё одного из заключённых. 6 декабря 1906 года беглый Авросоглу укрылся в консульстве Греции в Салониках, после чего был переправлен в Греческое королевство

## Балканские войны
Аврасоглу принял участие в антимонархическом офицерском движении 1909 года, руководимом полковником Н. Зорбасом, вызвавшем на политическую арену Греции революционера Э. Венизелоса и подготовившего греческую армию к надвигавшимся Балканским войнам.
С началом Первой Балканской войны и будучи зачислен в штаб II дивизии, Аврасоглу принял участие в освобождении города Элассона в битвах при Сарантопоро, при Яннице и при Песта, Эпир. Впоследствии, приняв командование дивизионом полевой артиллерии, принял участие в Битве при Бизани и освобождении столицы Эпира, города Янина.
Во Вторую Балканскую войну, против болгар, и продoлжая командовать своим артиллерийским дивизионом, принял участие в победных для греческого оружия сражениях под Килкисом и Лахана и после Сражения в Кресненском ущелье дошёл до города Горна Джумая, в 100 км от болгарской столицы.

## Первая мировая война
После начала Первой мировой войны и наступившего Национального раскола, Аврасоглу последовал в 1916 году за Э. Венизелосом и вступил в созданную последним армию Национальной Обороны, в которой принял командование горной артиллерией.
Сразу затем он стал председателем салоникского военного трибунала и начальником временного военного министерства салоникского правительства, до его переезда в Афины.
В 1917 году, по собственной просьбе, был переведен в артиллерийский полк вооружённый английскими гаубицами. Принимал участие в боях в районе Дойранского озера, до капитуляции Болгарии в ноябре 1918 года.
В последовавшем после окончания мировой войны Малоазийском походе греческой армии (1919—1922) Аврасоглу не принимал непосредственного участия. Ему была поручена организация и подготовка артиллерийских батарей, отправляемых в Малую Азию и Восточную Фракию.
После парламентских выборов ноября 1920 года, когда в Греции к власти вернулись монархисты, Аврасоглу был переведен в резерв и направлен в город Триполи, а затем Амфиса, после чего был отправлен в отставку, в звании генерал-лейтенанта.
Генерал-лейтенант И. Аврасоглу умер в Афинах в 1967 году.